# Stollergrund-Klasse
Die Stollergrund-Klasse besteht aus fünf mehrheitlich zivil besetzten Mehrzweckbooten der Klasse 745, die für die Wehrtechnische Dienststelle 71 (WTD 71) in Eckernförde und den Marinearsenalbetrieb Wilhelmshaven gebaut wurden. Zwei Einheiten sind noch für die WTD 71 im Einsatz, die beiden anderen Boote wurden an die israelische Marine verkauft. Eine Einheit steht zum Verkauf.
Am 23. Juni 2021 genehmigte der Haushaltsausschuss des Deutschen Bundestags unter anderem die Ersatzbeschaffung für die beiden noch durch die WTD 71 genutzten Einheiten und das BAAINBw beauftragte am 22. Juli 2021 die Fassmer-Werft mit dem Bau dieser, welche bereits im Jahr 2023 zulaufen sollen. Das erste Schiff trägt den Namen Kalkgrund (Y 898), die Rohbauten entstehen bei Western Baltija Shipbuilding in Klaipėda, die Endausrüstung erfolgt bei Fassmer.

## Allgemeines
Als Ersatz für ältere Erprobungs- und Unterstützungsfahrzeuge wurden am 23. Oktober 1987 fünf „Erprobungsboote, klein“ (Bezeichnung gemäß Schiffsnummernverzeichnis) bei der Fr. Lürssen Werft als Generalunternehmer in Auftrag gegeben. Die Klasse 745 ist von der Schwedeneck-Klasse abgeleitet und wurde ebenfalls im Unterauftrag auf der Kröger-Werft und der Elsflether Werft gebaut.
Der Rumpf ist aus Stahl und durch sieben Schotte in acht Abteilungen unterteilt. Zum besseren Manövrieren sind vorn und achtern Querstrahlsteueranlagen eingebaut. Die Boote sind vielseitig einsetzbar und nehmen die jeweils erforderliche Ausrüstung in zwei Containern an Bord. Zur festen Ausrüstung gehören ein Schiffskran und Unterkünfte für eingeschifftes Personal.

## Einheiten
- 745/01  Stollergrund (Y 863)

Das Typschiff dieser Klasse lief am 1. September 1988 auf der Kröger-Werft (Baunummer 1561) vom Stapel und war vom 31. Mai 1989 bis zum 1. September 2015 für die WTD 71 im Dienst. Im November 2018 wurde die Stollergrund über die Vebeg zum Verkauf angeboten.
- 745/02  Mittelgrund (Y 864)

Die Mittelgrund wurde auf der Elsflether Werft gebaut (Baunummer 414) und lief am 26. April 1989 vom Stapel. Seit der Indienststellung am 21. September 1989 ist sie für die WTD 71 im Einsatz.
- 745/03  INS Bat Yam[3] (אח״י בַּת יָם AChI Bat Jam, deutsch ‚Tochter der See‘; ex-Kalkgrund Y 865)

Das dritte Boot wurde auch auf der Kröger-Werft gebaut (Baunummer 1563) und lief am 2. Februar 1989 als Kalkgrund vom Stapel. Vom 8. November 1989 bis zur Außerdienststellung am 30. September 2004 war sie für die WTD 71 in Eckernförde stationiert. Seit dem Verkauf an die Israelische Marine ist das Boot seit ~ 2006 als INS Bat Yam in Dienst.
- 745/04  Breitgrund (Y 866)

Die Breitgrund wurde auf der Elsflether Werft gebaut (Baunummer 415), lief am 2. Oktober 1989 vom Stapel und wurde am 14. Februar 1990 für die WTD 71 in Dienst gestellt.
- 745/05  INS Bat Galim (אח״י בַּת גַּלִּים AChI Bat Gallīm, deutsch ‚Tochter der Wogen‘; ex-Bant Y 867)

Die Bant wurde auf der Kröger-Werft gebaut (Baunummer 1565) und lief am 13. Juli 1989 vom Stapel. Am 16. Mai 1990 stellte sie für den Marinearsenalbetrieb Wilhelmshaven in Dienst und löste die KW 3 als Funkbeschickungs- und Radarmessboot ab. Nach der Außerdienststellung am 9. Mai 2003 wurde sie ebenfalls an die Israelische Marine verkauft und seit ~ 2006 als INS Bat Galim in Dienst.

## Namensgebung
- Stollergrund, Mittelgrund, Kalkgrund und Breitgrund sind Untiefen in der Kieler Bucht.
- Bant ist ein Gründungsstadtteil von Wilhelmshaven.
- Bat Yam ist eine Stadt im südlichen Großraum von Tel Aviv
- Bat Galim ist ein Stadtteil von Haifa

## Erklärungen und Einzelnachweise
1. ↑  Beschaffung: Milliarden für die Marine - Messboote Seeversuche Küste. Abgerufen am 26. Februar 2022.
2. ↑  Eckhard-Herbert Arndt: WTD-Neubauten liegen auf Kurs. THB – Täglicher Hafenbericht, 22. Mai 2023, abgerufen am 23. Mai 2023 (Artikel hinter Bezahlschranke).
3. ↑  INS ist die Abkürzung für Israeli Naval Ship und der Namenspräfix israelischer Kriegsschiffe
4. ↑  Israel Navy Equipment. GlobalSecurity.org, abgerufen am 14. Juli 2012 (englisch).